# Gare de Latour-de-Carol - Enveitg

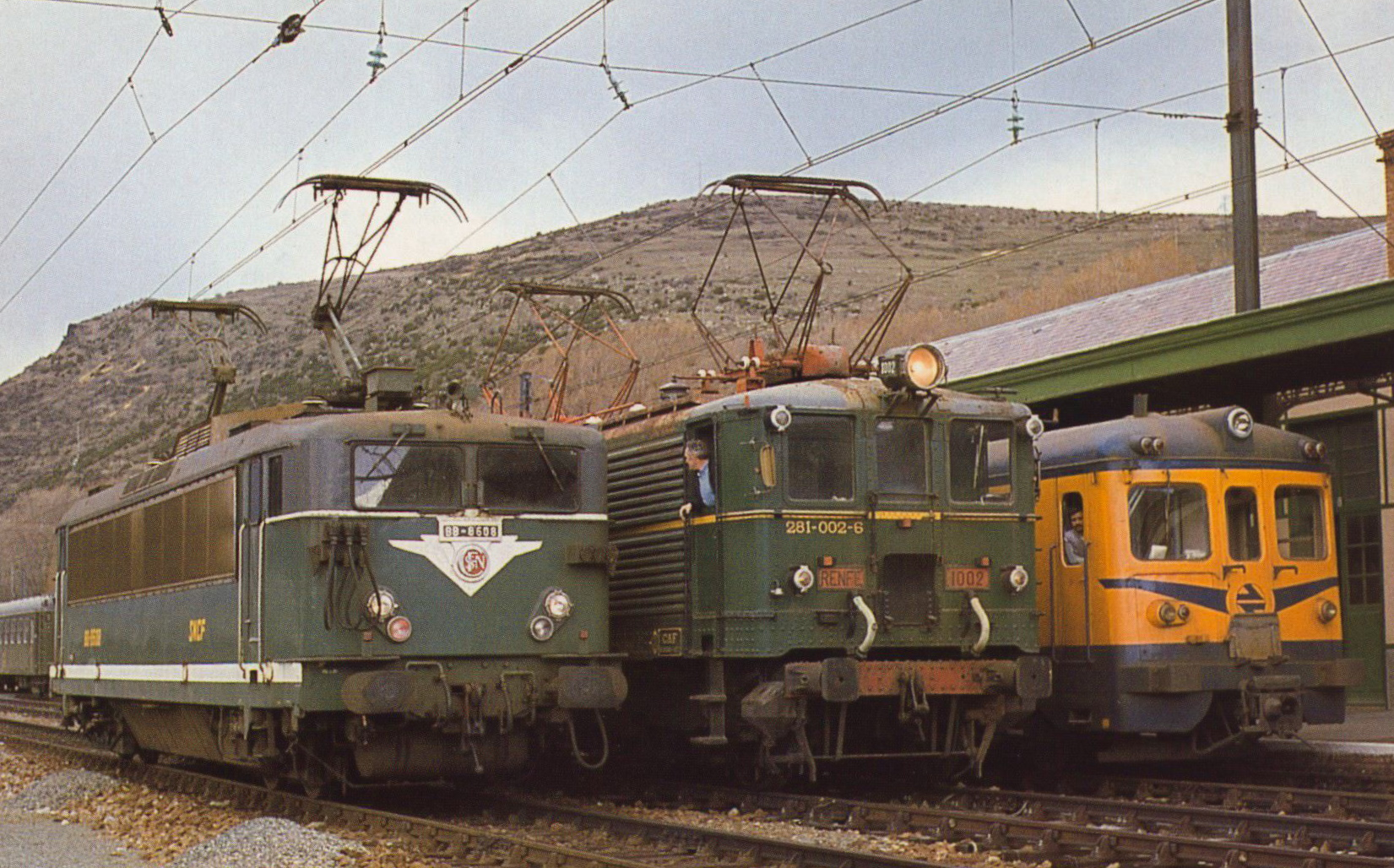
Három különböző nyomtávolságú vasúti jármű együttállása az állomáson

Gare de Latour-de-Carol - Enveitg vasútállomás Franciaországban, Enveitg településen. A vasútállomás érdekessége, hogy három vasútvonalnak is a végállomása és mind a három vasútvonal eltérő nyomtávolságú. A Spanyolországból befutó vonal 1668 mm-es, a franciaországi 1435 mm-es, míg a 3. vonal 1000 mm-es nyomtávolságú.

## Vasútvonalak
Az állomást az alábbi vasútvonalak érintik:
- Portet-Saint-Simon–Puigcerdà-vasútvonal
- Ligne de Cerdagne
- Barcelona–Latour-de-Carol - Enveitg-vasútvonal

## Kapcsolódó állomások
A vasútállomáshoz az alábbi állomások vannak a legközelebb:
- Gare de Porté-Puymorens (Portet-Saint-Simon–Puigcerdà-vasútvonal)
- Estación de Puigcerdá (Rambla Just Oliveras, Rodalies Barcelona 3-as vonal, Barcelona–Latour-de-Carol - Enveitg-vasútvonal)
- Gare de Béna-Fanès (Gare de Villefranche - Vernet-les-Bains, Ligne de Cerdagne)